# Ульссон, Малин
Малин Изабель Софи Душ Сантуш Кардозу Ульссон (швед. Malin Isabel Sofie Dos Santos Cardoso Olsson род. 19 марта 1982 года, Орса) — шведская телеведущая, в прошлом — модель и певица.

## Биография

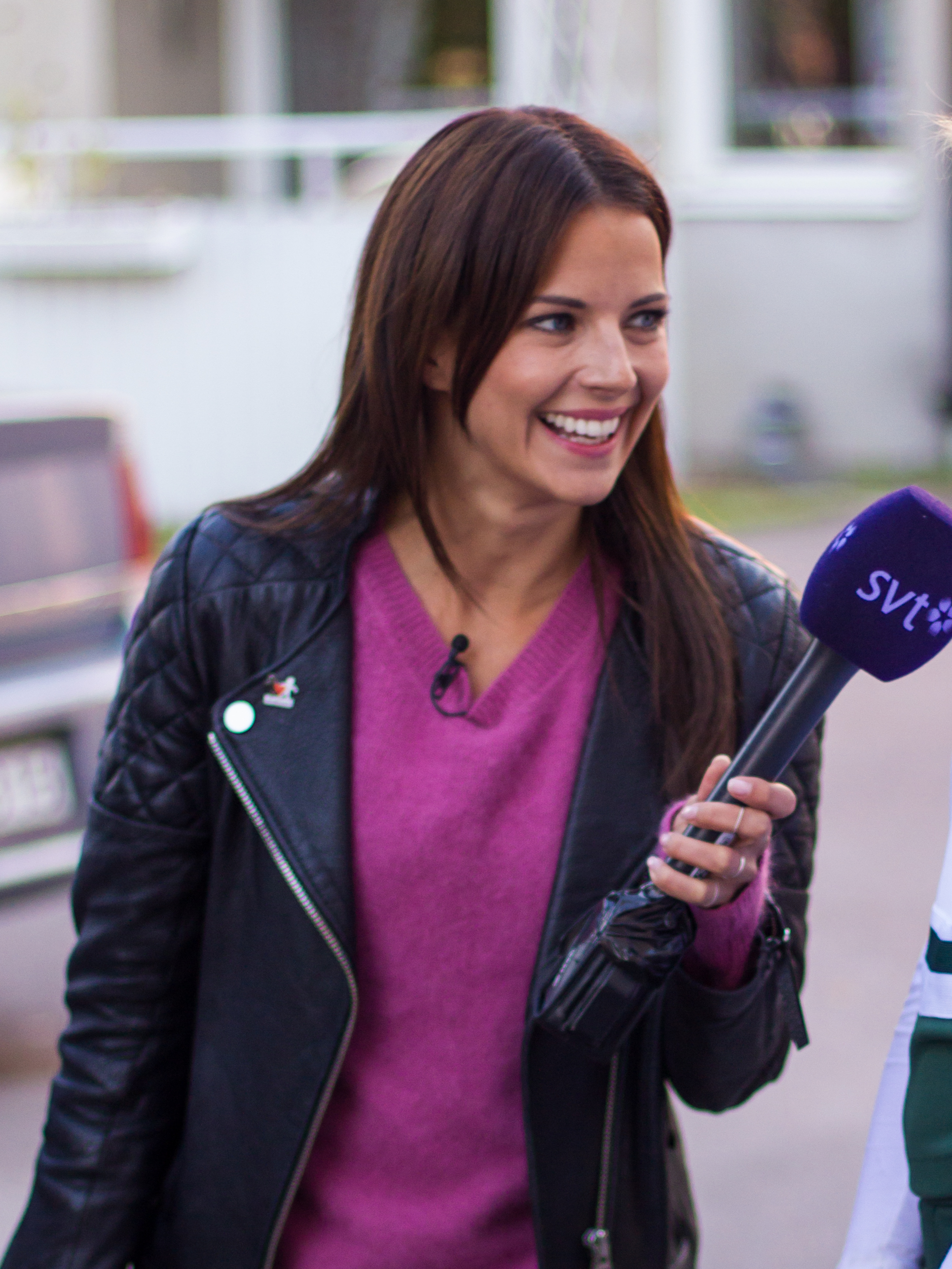
Малин Ульссон в Хедеморе. Сентябрь 2013 года

Родилась 19 марта 1982 года в городе Орса. Отец Малин — швед, мать — португалка.
В 2001 году выиграла конкурс красоты Мисс Швеция, затем представляла Швецию на конкурсе Мисс Вселенная 2001 в Пуэрто-Рико.
В 2002 году, после окончания модельной карьеры, вошла в состав женской музыкальной группы NG3. Группа выпустила несколько успешных синглов, однако уже в 2005 году распалась.
В 2005 году Ульссон вела музыкальное шоу на телеканале The Voice TV Sweden и музыкальную колонку в журнале Veckorevyn. Затем перешла на государственный канал SVT, где вела детское шоу Bobster, позже вела на том же канале игровые шоу Minuten, Magiskt и Hela Sveriges Fredag. С 2010 года — постоянная ведущая популярного летнего шоу Sommarlov на SVT.

## Личная жизнь
Живёт в городе Мальмё. В прошлом встречалась с телеведущим Улой Сельменом. Нынешний партнёр — Симон Пейрон, вокалист шведской метал-группы Outtrigger. Они познакомились на Melodifestivalen в 2014 году, где Малин брала у Симона интервью, в том же году начали встречаться. В апреле 2017 года у пары родилась дочь.